# إيزابيل أكسيلسون
إيزابيل أكسيلسون (مواليد 2000/2001 (العمر 24–25) )  ناشطة سويدية في مجال المناخ من ستوكهولم. 
أكسيلسون ناشطة في مجال المناخ، شاركت في تنظيم إضراب مدرسي من أجل المناخ منذ ديسمبر 2018.   في أواخر كانون الثاني (يناير) 2020، حضرت المنتدى الاقتصادي العالمي في دافوس مع نشطاء مناخيين آخرين، مثل غريتا تونبرج ولويزا نُوْيباور ولوكينا تيل وفانيسا ناكاتي. 
ساهمت في تأليف كتاب بعنوان "Gemeinsam für die Zukunft - Friday For Future und Scientists For Future: Vom Stockholmer Schulstreik zur weltweiten Klimabewegung". ساهمت في الكتاب بتفاصيل تتعلق بحركة إضراب مدرسي من أجل المناخ لإعطاء القارئ وجهة نظر من شخص من الحركة نفسها. 

## روابط خارجية
- isabelle_ax على تويتر.